# كريستينا بوخ
كريستينا بوخ (بالألمانية: Kristina Buch)‏ هي فنانة ألمانية، ولدت في 1983.